# Borisz Szemjonovics Lukomszkij
Borisz Szemjonovics Lukomszkij (oroszul: Борис Семёнович Лукомский) (Szaratov, 1951. június 6. –) szovjet színekben világbajnok, olimpiai bronzérmes orosz párbajtőrvívó.